# Đồng hồ báo thức

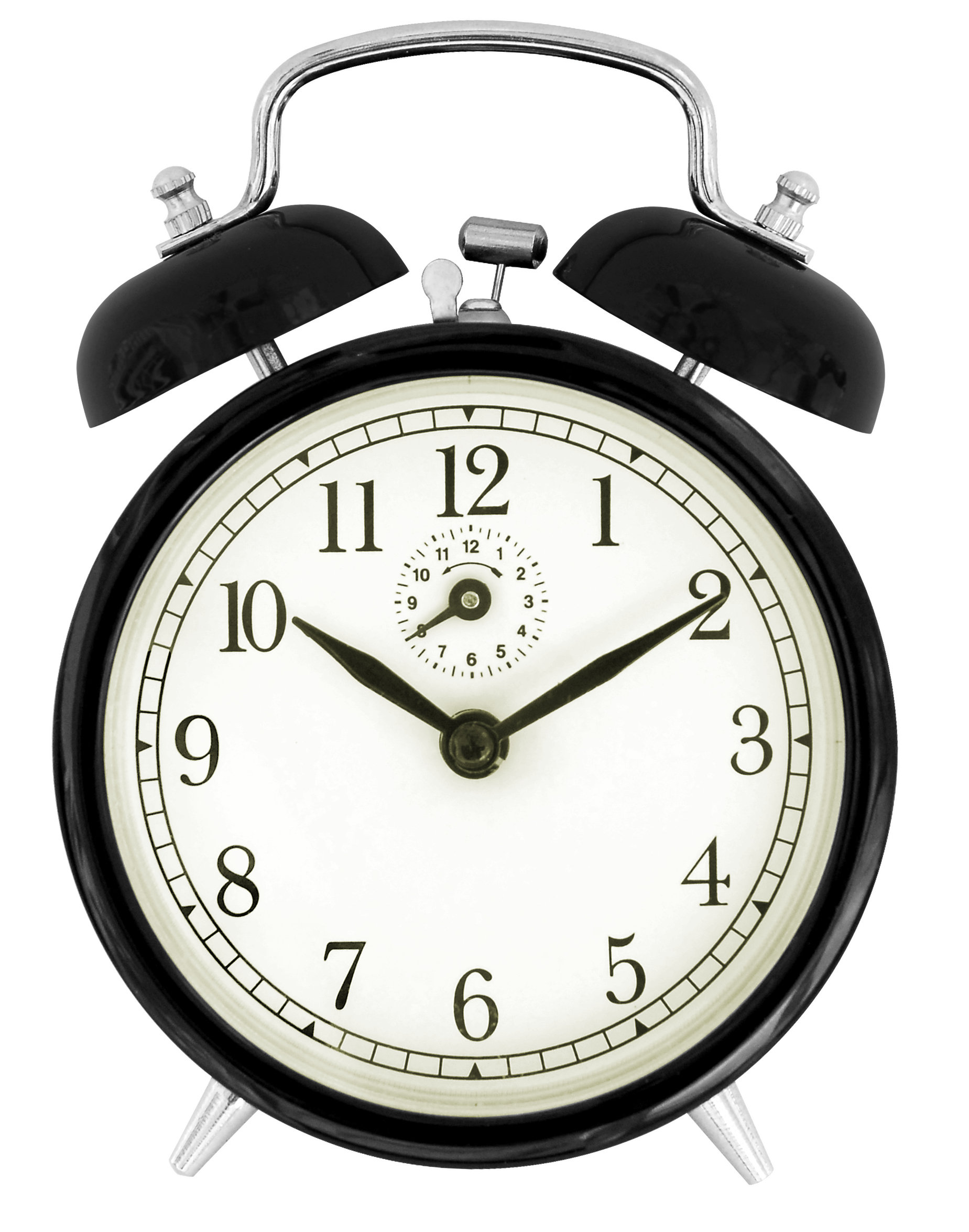
Đồng hồ báo thức lên dây cót truyền thống

Đồng hồ báo thức radio thời gian đầu với radio chỉ thu sóng AM-PM

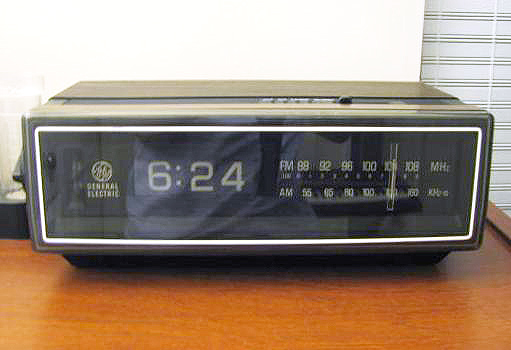
Đồng hồ báo thức giữa thập niên 1970 thu được sóng AM và FM

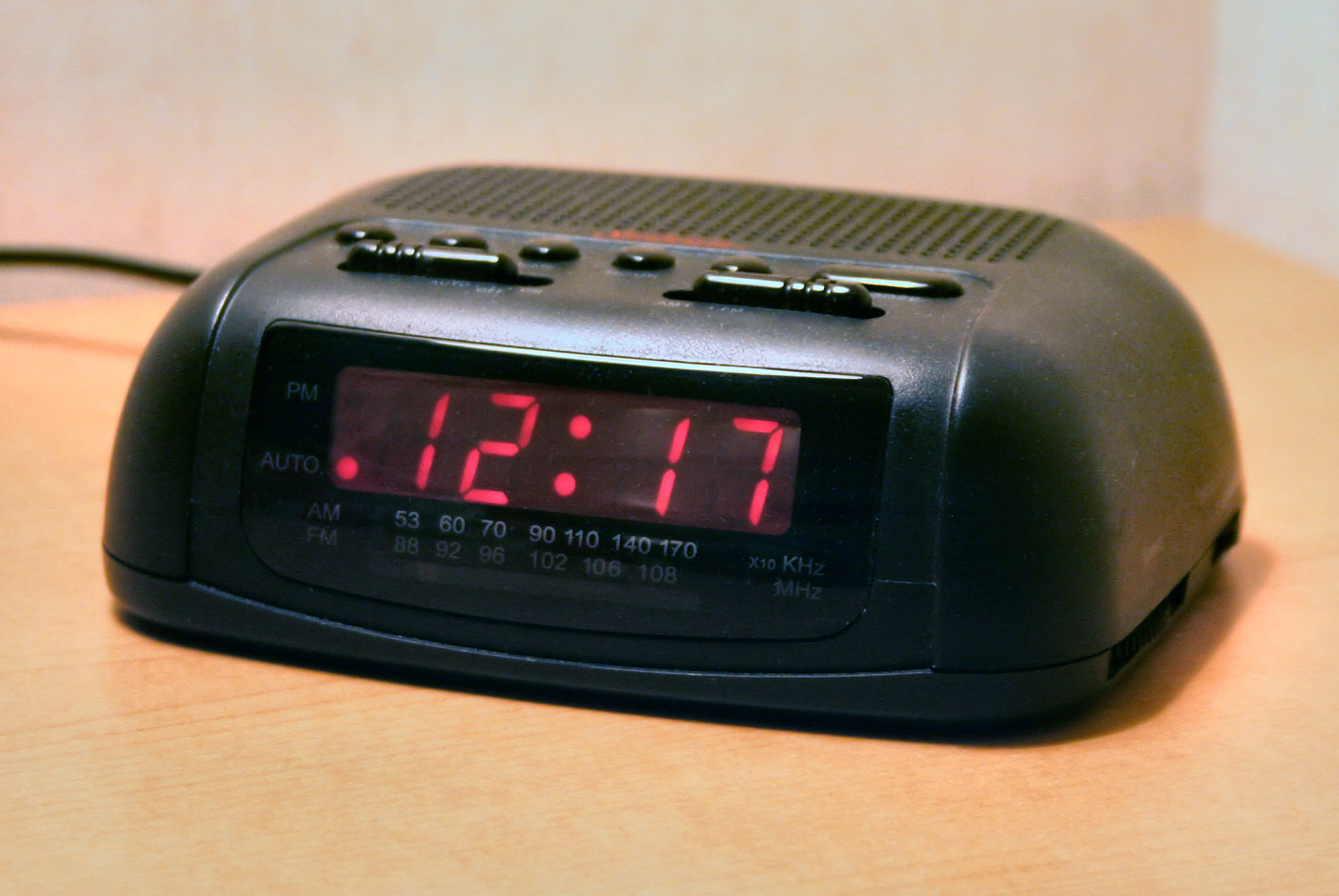
Đồng hồ kỹ thuật số LED với radio AM/FM

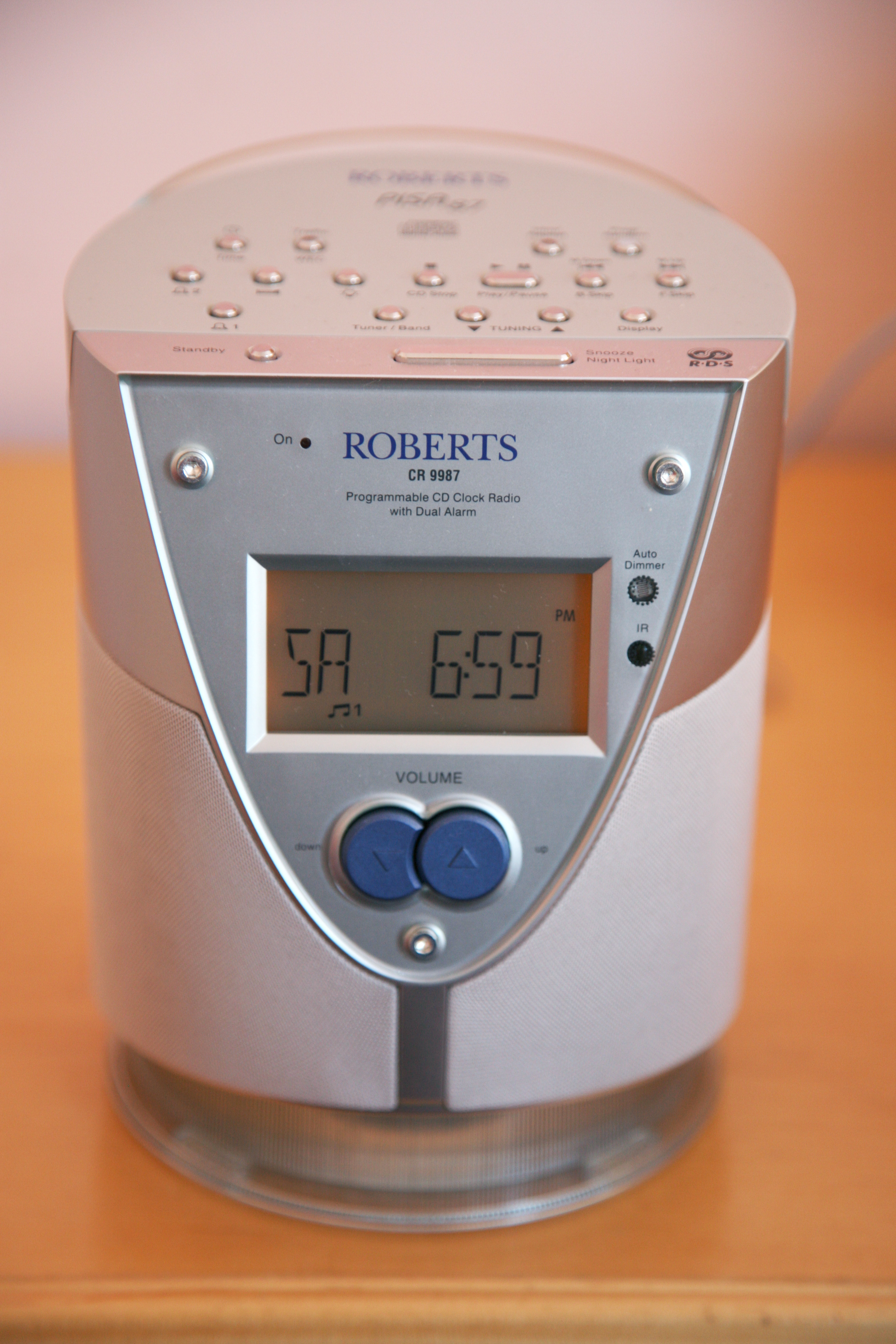
Đồng hồ radio CD có thể lập trình được của Roberts

Đồng hồ báo thức là một loại đồng hồ được thiết kế để tạo ra một âm thanh lớn tại một thời điểm cụ thể nhất định. Mục đích sử dụng chủ yếu của đồng hồ báo thức là để đánh thức người ngủ dậy vào thời gian nhất định, đôi khi còn được sử dụng cho các thể loại nhắc nhở công việc phải thực hiện khác. Để tắt âm thanh của đồng hồ báo thức đang reo, người ta thiết kế nút bấm hay cần gạt bên trên đồng hồ, một số loại đồng hồ tự động dừng lại âm thanh báo động nếu thời gian báo thức kéo dài qua một khoảng thời gian nhất định. Một đồng hồ báo thức Analog cổ điển có thêm nút xoay hay gạt để chỉnh kim báo thức vào thời điểm nhất định để kích hoạt báo thức.
Đồng hồ báo thức cơ khí truyền thống có một hoặc hai chuông rung bằng cách sử dụng một dây cót kéo bánh răng tác động vào một búa chuyển động tới lui giữa hai chuông chuông hoặc giữa các mặt bên trong của một chiếc chuông. Một số kiểu, lưng đồng hồ được dùng làm chuông. Trong một đồng hồ báo thức kiểu chuông điện, chuông được rung lên bởi một mạch điện từ và phần ứng tắt mở liên tiếp.
Đồng hồ báo thức kỹ thuật số có thể tạo ra tiếng kêu báo thức kiểu khác. Đồng hồ báo thức chạy pin đơn giản thực hiện một âm thanh ù hoặc bíp lớn để đánh thức, trong khi đồng hồ báo thức mới lạ có thể phát ra tiếng nói, tiếng cười, tiếng hát, hoặc âm thanh từ thiên nhiên.
Một số đồng hồ báo thức có radio có thể được cài đặt để bắt đầu phát tin tại thời gian quy định, và được gọi là radio đồng hồ. Một đồng hồ báo thức tân tiến, vẫn còn mới mẻ trên thị trường, có thể có máy báo động khác nhau cho thời điểm khác nhau. Hầu hết các ti vi và điện thoại di động ngày nay có chức năng đồng hồ báo thức để bật hoặc tạo ra âm thanh thời gian quy định.

## Lịch sử
Người ta cho rằng vị triết học Hy Lạp cổ đại Platon (428-348) có một đồng hồ nước lớn với một tín hiệu báo động không xác định tương tự như âm thanh của nước, ông sử dụng nó vào ban đêm, có thể báo hiệu sự khởi đầu của bài giảng của ông vào lúc bình minh (Athenaeus 4.174c). Các kỹ sư Hy Lạp và nhà phát minh Ctesibius (285-222 trước Công nguyên) trang bị đồng hồ nước của mình với quay số và con trỏ để chỉ thời gian, và thêm hệ thống báo động phức tạp ", mà có thể được thiết kế để làm rơi viên sỏi vào một cái chiêng, kèn trumpet (bằng cách buộc chuông lọ xuống nước và không khí nén thông qua một cây sậy đập) tại một thời điểm thời gian"(Vitruv 11,11).
Cố nghị viên Viện nguyên lão La Mã Cassiodorus (khoảng 485-585) trong sách quy tắc cuộc sống tu viện của mình đã ủng hộ việc sử dụng một đồng hồ báo thức hữu ích cho 'các chiến binh của Chúa Kitô' (Cassiod. Inst 30,4 f.). Nhà tu từ học học Procopius Christian mô tả chi tiết trước khi 529 phức tạp nổi bật đồng hồ trong nhà của mình thành phố Gaza, trong đó đặc trưng chiêng và số liệu hàng giờ di chuyển máy móc ngày đêm.
Tại Trung Hoa, một chiếc đồng hồ gõ được đưa ra bởi các nhà sư và nhà phát minh Nhất Hạnh (683-727). Các thợ Trung Quốc Trương Tư Huấn và Su Song (苏颂) đã tích hợp các cơ chế gõ trong các đồng hồ thiên văn học trong thế kỷ thứ 10 và 11.. Đồng hồ gõ bên ngoài của Trung Quốc là tháp đồng hồ nước gần nhà thờ Hồi giáo Umayyad ở Damascus, Syria, gõ một lần mỗi giờ. Nó được xây dựng bởi kỹ sư Ả Rập al-Kaysarani năm 1154. Năm 1235, một đồng hồ báo thức nước hoành tráng "thông báo giờ cầu nguyện và thời gian cả ban ngày và ban đêm" đã được hoàn thành trong sảnh của Madrasah Mustansiriya ở Baghdad.
Từ thế kỷ 14, một số tòa tháp đồng hồ ở Tây Âu cũng có khả năng gõ chuông tại một thời gian cố định hàng ngày, đồng hồ loại này sớm nhất trong số đó được mô tả bởi nhà văn Firenze Dante Alighieri vào năm 1319. Tháp đồng hồ nổi tiếng nhất ban đầu vẫn còn tồn tại có thể là tháp đồng hồ ở St Mark trong quảng trường St Mark, Venice. Tháp đồng hồ St Mark đã được lắp ráp vào năm 1493, bởi thợ đồng hồ nổi tiếng Gian Carlo Rainieri từ Reggio Emilia, nơi cha Gian Paolo Rainieri Paolo đã xây dựng một tháp đồng hồ nổi tiếng khác nổi tiếng vào năm 1481. Năm 1497, Simone Campanato đúc chuông lớn (H. 1,56 m, đường kính m. 1,27), được đặt trên đỉnh tháp, nơi nó được gõ bởi Due Mori (Hai Moor), hai đồng tượng (H. 2,60) mang một cái búa.
Các đồng hồ báo thức mà người sử dụng có thể cài đặt được có từ ít nhất thế kỷ 15 ở châu Âu. Những đồng hồ báo thức sớm có một dây cót có các lỗ ở mặt đồng hồ và đã được thiết lập bằng cách đặt một chân vào lỗ thích hợp.
Một đồng hồ báo thức cơ khí được tạo ra bởi Levi Hutchins, New Hampshire ở Hoa Kỳ, vào năm 1787. Thiết bị này, ông đã chỉ cho mình tuy nhiên, và nó chỉ vang lên vào lúc 4 giờ sáng, để đánh thức anh ta dậy làm công việc của mình. Nhà phát minh người Pháp Antoine Redier là người đầu tiên được cấp bằng sáng chế một đồng hồ báo thức có thể điều chỉnh cơ khí vào năm 1847.